# Strickland (Wisconsin)
Strickland – miasto w Stanach Zjednoczonych, w stanie Wisconsin, w hrabstwie Rusk.